# Volksbund für Frieden und Freiheit
Der Volksbund für Frieden und Freiheit e. V. (VFF) war eine seit 1950 in der Bundesrepublik Deutschland bestehende, gegen die DDR gerichtete Propaganda- und Nachrichtenorganisation.

## Geschichte
Der VFF wurde am 29. August 1950 im Gasthof „Zum Patzenhofer“ in Hamburg gegründet. Die Initiative ging dabei von dem Verleger Franz Wilhelm Paulus (Hamburger Allgemeine Zeitung) und dem ehemaligen Ministerialrat im Reichsministerium für Volksaufklärung und Propaganda und Geheimdienstmitarbeiter Eberhard Taubert aus. Der Volksbund versuchte, kommunistische Verflechtungen in bürgerlichen und nationalistischen Parteien aufzuspüren und öffentlich zu brandmarken. Zu diesem Zweck veröffentlichte er zahlreiche Broschüren und Flugblätter. Dem damaligen Niedersächsischen Landtagsabgeordneten Günther Gereke (DSP) etwa warf die Organisation vor, er habe sich „dem Oberbolschewisten Ulbricht zur Bolschewisierung der Bundesrepublik zur Verfügung“ gestellt. Das Flugblatt endet mit dem Aufruf: „Hütet Euch vor Günther Gereke! Fallt nicht auf seinen Schwindel herein. Sorgt dafür, dass diesem gefährlichen Agenten Moskaus das Handwerk gelegt wird!“
Der VFF verstand sich als „die zentrale antikommunistische Organisation der Bundesrepublik“. Im März 1952 wurde dem VFF der Status einer staatlich anerkannten Organisation zugesprochen. Präsidenten waren von 1950 bis 1951 Jürgen Hahn-Butry und von 1951 bis 1966 Fritz Cramer. Der Volksbund wurde von der US-Regierung finanziert, erhielt zwischen 1951 und 1956 jährlich aber auch rund 700000 D-Mark aus Bundesmitteln (später mehr), vom Bundesministerium für gesamtdeutsche Fragen. Durch diese Mittel finanzierte der VVF u. a. Plakate, Broschüren, Filme und eine Zeitschrift mit dem Titel Die Wahrheit.

## Historische Einordnung
Friedrich Winterhager charakterisiert die Organisation in einem Essay: sie „betrieb, so könnte man sagen, das Geschäft des McCarthyismus in Deutschland, also des fanatischen Antikommunismus“. Mathias Friedel betrachtete den VFF als Nachbildung der NS-Propagandaorganisation Antikomintern. Auch Martin Finkenberger zieht im Handbuch des Antisemitismus eine Verbindung zwischen Antikomintern und VFF, die jedoch „auf die vormals zentralen antisemitischen Elemente“ verzichtet habe.

## Ähnliche Organisationen
Zum VFF äquivalente Organisationen wurden auch in anderen Ländern Europas etabliert. Im September 1950  gründete in Frankreich der Politiker Jean-Paul David mit Hilfe des Premierministers René Pleven die Organisation Paix et Liberté (dt. Frieden und Freiheit), um dem Einfluss der kommunistischen Partei im Land entgegenzuwirken. In den Niederlanden wurde 1951 mit offizieller Unterstützung der Regierung die Organisation Vrede en Vriijheid etabliert. Auch sie veröffentlichte ein Magazin mit dem Titel De Echte Waarheid (dt. die Wahrheit).